# Canzone di gesta

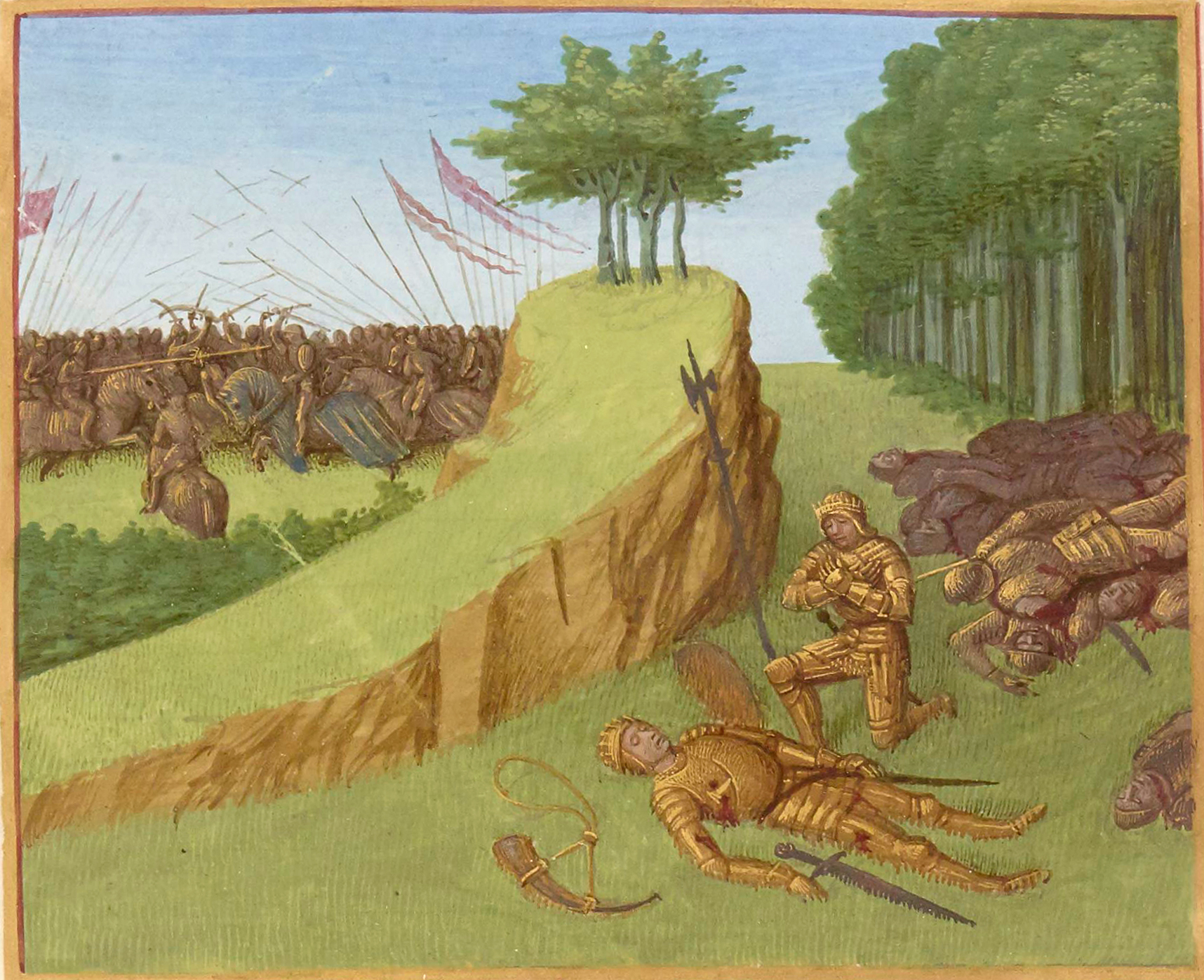
Morte di Orlando. Miniatura di Jean Fouquet dalle Chroniques de France, Tours, 1455-1460 circa (Parigi, BnF, département des Manuscrits, Français 6465, fol. 113)

La canzone di gesta (o della stirpe/famiglia) (in francese chanson de geste) è un genere letterario di tipo epico, sviluppatosi originariamente nella zona centro-settentrionale della Francia, basato su avvenimenti del periodo carolingio e attestato per circa tre secoli a partire dalla fine dell'XI secolo. Esso comprende un'ottantina di componimenti. Si caratterizza per essere «il primo genere poetico ben definito e strutturato» espresso in lingua d’oïl. Le sue origini, ed in particolare il suo rapporto con la poesia orale, sono tuttora oggetto di ampia discussione.

## Coordinate storico-geografiche

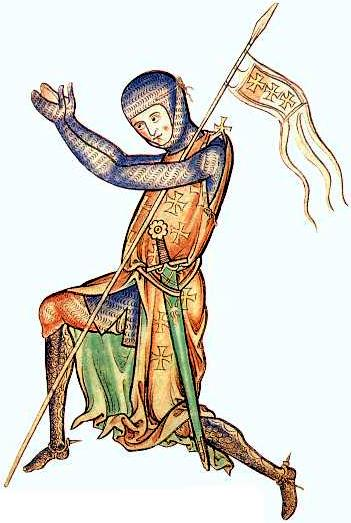
Crociato in preghiera, miniatura, XIII secolo

La cavalleria, nell'Europa postcarolingia, aveva assunto un ruolo centrale nella pratica militare, e si era venuta ad identificare, dal punto di vista sociale, con la classe dominante. All'interno di questo stesso ceto si presentavano certamente grandi disparità dal punto di vista economico e sociale, ma il grande proprietario aveva in comune con il semplice armato a cavallo un insieme di valori e di modi di vita, originati dal comune esercizio bellico. Essi, inoltre, si definivano per opposizione rispetto al resto della società: costituivano il gruppo dei potentes che si opponeva a quello dei pauperes, ovvero gli uomini non abituati alla vita militare e bisognosi di difesa.
Ad una iniziale avversione della Chiesa verso lo stile di vita praticato dagli uomini d'arme, caratterizzato da continue violenze e prevaricazioni, si sostituì nel corso dell'XI secolo un atteggiamento più conciliante, volto a regolamentare l'attività dei cavalieri e di metterli al servizio della causa cristiana; proprio questo cambiamento di prospettiva, che a livello di avvenimenti storici originerà le crociate, si incarna, nell'immaginario letterario, nella figura del cavaliere “giusto”, ben raffigurato nella canzone di gesta di tipo “rolandiano”. Il mutato punto di vista della Chiesa trova una delle sue cause anche nel progressivo indebolirsi della monarchia centrale in Francia; per mantenere l'efficacia del proprio operato, l'autorità religiosa ritenne necessario dunque rivolgersi ai veri detentori del potere, i signori territoriali.
Ad essi si cercò di proporre un'etica che indirizzasse la loro attività ad un fine provvidenziale, contemplando la difesa dei più deboli (poveri, orfani, vedove, bambini) e la possibilità di tregue in concomitanza di determinate festività religiose.
Il genere letterario che si sviluppò insieme a questo cambiamento di mentalità fu la chanson de geste, che, nata nel nord della Francia, si diffuse presto in tutta Europa, incontrando una grandissima fortuna per almeno duecento anni, fino al secolo XIII.
A partire da allora, infatti, l'evolversi della società cortese porterà ad un cambiamento di gusto anche nella letteratura; la maggior attenzione alla profondità psicologica e alle tematiche amorose segnò l'inizio del declino della canzone di gesta e lo sviluppo di nuovi generi, come la lirica ed il romanzo cavalleresco di natura tendenzialmente carolingia.

## Caratteristiche formali

### Il metro
Dal punto di vista metrico, l'unità fondamentale della canzone di gesta è la lassa, un gruppo di versi di numero estremamente variabile (da tre a più di mille) legati dalla stessa assonanza (nei testi più antichi) oppure rima (nei testi più recenti).
Nei poemi arcaici (in particolare il Gormont et Isembart) il verso è l'octosyllabe (un novenario italiano o ottosillabo), composto di due emistichi separati da cesura variabile. Successivamente, fino al 1180 circa, prevale invece il decasillabo (corrispondente al endecasillabo), con cesura di quarta (4 + 6) o di sesta (6 + 4), più rara. Ancora più tardo è l'uso del dodecasillabo, reso popolare dal Roman d'Alexandre e che con il nome di alessandrino diventerà il verso classico della poesia francese.
Questa struttura metrica, semplice e variabile, favorisce il fenomeno del rimaneggiamento, tratto particolarmente caratterizzante della canzone di gesta: da un manoscritto all'altro, i poemi vanno incontro a importanti variazioni nel contenuto, nella lunghezza delle strofe, nella disposizione degli episodi.
La forma epica si distingue per la sua semplicità: il verso coincide con la frase, la lassa è un breve segmento narrativo in sé autosufficiente. Quando la narrazione raggiunge un punto saliente, si susseguono lasse “incatenate” (in cui l'inizio della lassa riprende gli ultimi versi della precedente) o “similari” (gruppi di due o tre versi che si ripetono in forma molto simile, sospendendo l'azione con la narrazione di uno stesso evento, con un sottile gioco di variazioni).

### Le formule
L'uso di formule è tipico della poesia epica: dalle formule esornative (es. “Achille piè veloce”) allo schematismo ripetuto costantemente delle descrizioni dei combattimenti. Molti altri episodi narrativi hanno schemi formulari ricorrenti, come la vestizione degli eroi o il compianto dei caduti.
L'uso di formule è strettamente legato alla recitazione orale: studiando le zone dove la tradizione epica è ancora vitale o lo è stato fino a tempi recenti (ad esempio la Serbia) gli studiosi Lord e Parry mostrarono come il cantore di professione sia in grado di improvvisare un poema proprio grazie all'uso di schemi ritmico-sintattici e di formule, a partire da un repertorio di trame.

## Temi e motivi

### La canzone di gesta e il genere epico
La poesia epica, di cui fa parte la canzone di gesta, è un genere diffuso sin da tempi antichissimi, come attestano i poemi omerici o l'epica mesopotamica di Gilgamesh, e in uno spazio geografico che giunge fino alle steppe dell'Asia Centrale. Gli studi di letteratura comparata (in particolare la sintesi di Bowra, 1952) hanno riscontrato come comuni a tutto il genere epico una serie di caratteristiche che ritroviamo anche in quasi tutte le canzoni di gesta.
I tratti caratterizzanti dell'epica possono essere così riassunti:
- il tema ha pretese di storicità (vera o simulata), senza però che si presti necessariamente attenzione a fornire un corretto contesto storico degli eventi e dei personaggi[8];
- l'azione si incentra su uno scontro fra due parti contrapposte, rappresentato come decisivo per un'intera comunità e i suoi ideali;
- la presenza di un eroe in cui quella comunità si riconosce, che si batte per essa fino alla morte, se necessario: della comunità fanno parte l'autore ed i primi destinatari[9];
- la voce dell'autore come individuo non compare quasi per nulla[10];
- il testo è destinato alla recitazione, realizzata da un “professionista” (aedo, giullare, ecc.) che effettua il suo spettacolo accompagnando la melodia con uno strumento musicale, nelle adiacenze di un luogo di culto o di una reggia, corte, ecc.;
- vari elementi formali hanno carattere topico e formulare, consentendo amplificazioni, soppressioni e varianti.

I personaggi presentano una psicologia elementare, vivono passioni primordiali ed agiscono senza dubbi ed incertezze.

### Concetti principali
Una parte essenziale dell'azione della canzone di gesta ruota, solitamente, intorno allo scontro armato. Il motore dell'azione è una campagna di conquista da parte di un re cristiano o la minaccia rappresentata dai Pagani invasori; la trama si configura assai spesso come una serie di battaglie dagli esiti alterni, ma dall'inevitabile finale favorevole ai cristiani.

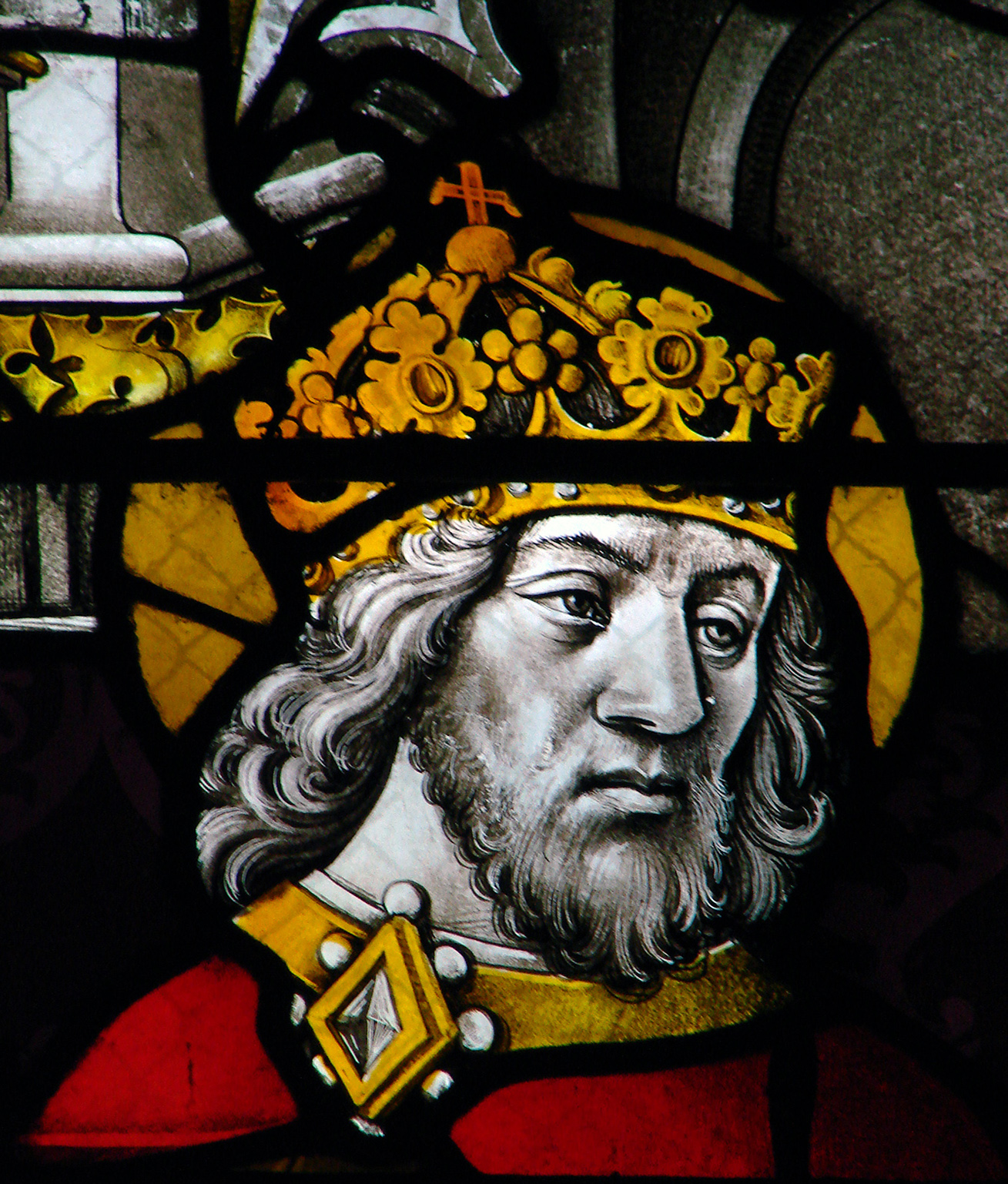
Carlo Magno (dettaglio della vetrata di S. Caterina, fine XV secolo, Notre-Dame de l'Annonciation di Moulins).

I concetti più importanti sono la volontà cavalleresca di lotta, l'onore, la reciproca fedeltà tra compagni d'armi, la relazione di parentela, il dogma cristiano. La tematica amorosa è quasi del tutto assente; i casi in cui un ruolo di rilievo è affidato alle donne sono molto ristretti (ad esempio, nella Chanson de Guillaume). Si nota subito come gran parte dei motivi principali discendano, oltre che dalla tematica guerresca, dai legami sociali e personali al centro dell'organizzazione feudale. Nelle canzoni di gesta l'autorità suprema è il re. Se questi è energico, capace, autorevole, è Carlo Magno o a volte Carlo Martello; se invece è inetto e incapace, si tratta solitamente di suo figlio Luigi, nel quale si riflette il ricordo di Ludovico o Luigi il Pio, meno frequentemente di Pipino.
Il sentimento cristiano si accompagna alla netta contrapposizione ideologica bene/male. L'armata dei Franchi, quando contrapposta ai pagani, è identificata con il Bene, mentre l'esercito degli infedeli incarna invariabilmente il Male e l'oscurità. Il concetto è ben riassunto da un celebre verso del Roland: «Paien unt tort e chrestïens unt dreit» (Chanson de Roland, v. 1015).
In realtà, nemici ben peggiore degli infedeli - per i quali è pur sempre contemplata la possibilità che si convertano - sono i traditori, che mettono a repentaglio in modo più rischioso le fondamenta della società feudale.
Dal punto di vista dell'analisi dei personaggi, l'individualità è di scarsa importanza, sia per l'assenza di qualsiasi scavo psicologico, sia perché ogni azione, anche del protagonista, è in realtà un'azione corale, che si compie in mezzo a compagni e viene ripetuta con termini quasi identici molte altre volte.
Nonostante la tematica guerriera e la tendenziale assenza di scavo psicologico, la dimensione comica non è aliena a molti dei testi del genere, raggiungendo l'apice nel Moniage Guillaume e nel Moniage Rainouart, dove si intreccia alla satira contro i monaci; la presenza dell'elemento umoristico può essere messa in collegamento con la predisposizione dell'epopea all'iperbole.
Due testi infine sono aperte parodie del genere epico: il breve poema Audigier e il più celebre Pèlerinage de Charlemagne. In quest'ultimo testo, i voti eroici di Rolando e Vivien vengono presi in giro nei vanti spropositati ed imprudenti che i paladini di Carlomagno fanno durante la loro trasferta alla corte di Costantinopoli.

## L'organizzazione della materia narrativa
Il materiale narrativo delle canzoni di gesta attinge alla cosiddetta materia di Francia. Essa deve essere ben distinta dalla cosiddetta materia di Bretagna, che tratta di re Artù e dei suoi cavalieri nell'estremo nordovest della Francia e in Inghilterra, e fornisce una parte essenziale dei contenuti di un genere diverso e più tardo, quello romanzesco; deve mantenersi distinta anche dalla cosiddetta materia di Roma, che mescola la mitologia greca a racconti di Alessandro il Macedone, Giulio Cesare ed altre figure dell'antichità presentate come esempi di cavalleria.
La produzione occupa un periodo di almeno tre secoli; è costituita da settanta-ottanta di canzoni di gesta, per la maggior parte anonime. Esistono inoltre sicure testimonianze di altri testi perduti.

### Il processo di ciclizzazione
Già i contemporanei raggruppavano molte canzoni, secondo l'argomento ed i personaggi, in diversi gruppi o cicli o gesta (termine che significa impresa, racconto dell'impresa, ma anche casata illustre). Tra XII e XIII secolo, Bertran de Bar-sur-Aube scrive in apertura del Girart de Vienne:
«N'ot ke III gestes en France la garnie: Dou roi de France est la plus seignorie... Et l'autre apres... Est de Doon a la barbe florie... La tierce geste qui mout fist a proisier Fu de Garin de Monglane le fier»
Infatti, a partire dalla fine del XII secolo, la materia epica andò incontro ad un processo di organizzazione ciclica: per andare incontro alle richieste del pubblico, gli autori si dedicarono ad un lavoro di creazione delle genealogie poetiche e leggendarie degli eroi che avevano riscontrato il maggior successo. Una volta esaurite le possibilità “biografiche”, si passò a storie che avevano come protagonisti gli avi dell'eroe.
Di un personaggio come Rolando vennero proposte una serie di avventure precedenti la rotta di Roncisvalle (ad es. nelle canzoni di gesta Aspremont, Otinel, Entrée d'Espagne) o come uno dei cavalieri di spicco della corte di Carlo.
Questa concezione “genealogica” ebbe tuttavia il suo maggiore sviluppo nel “ciclo” di Guillaume, che risalgono fino al capostipite, Garin de Monglane, trisavolo di Guillaume. Tyssens ha dimostrato come gran parte di queste canzoni siano state concepite appositamente per entrare a far parte di un corpus ciclico.

### I cicli
I testi che afferiscono al genere si dividono solitamente in tre cicli principali, il ciclo “del Re”, la cosiddetta “gesta dei Narbonesi”, infine il ciclo “dei vassalli ribelli”. Questa distinzione, non vincolante, lascia comunque fuori molti componimenti, che si possono a loro volta dividere in altri gruppi.

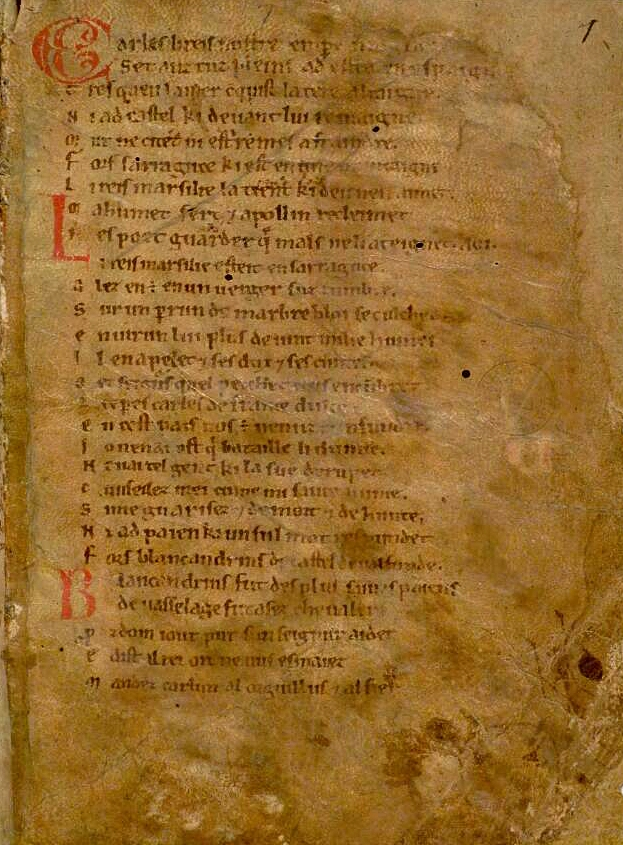
Foglio 1r del manoscritto O del Roland, Bodleian Library, Oxford

#### Il ciclo del re
In esso, il ruolo di protagonista è affidato a Carlo Magno o a un eroe del suo lignaggio, quasi sempre il nipote Rolando.
- Chanson de Roland: la più antica canzone di gesta pervenutaci, composta nella versione anglonormanna del manoscritto O (ms. Digby della Bodleian Library di Oxford), è composta da circa quattromila décasyllabes in lasse assonanzate. Opera di grandissima fortuna, dato il suo alto valore artistico e la sua grande coesione strutturale, essa è considerata comunemente l'esponente di spicco del genere, anche se proprio queste caratteristiche, in realtà, la definiscono come una sorta di eccezione nel quadro della canzone di gesta[15].
- Berte aus grans piés, che narra le avventure di Pipino e di Berta, genitori di Carlomagno;
- Mainet, che tratta delle enfances di Carlo;
- Chanson d'Aspremont, che si occupa delle enfances di Rolando e narra l'antefatto della campagna di Spagna e della rotta di Roncisvalle;
- Pèlerinage o Voyage de Charlemagne à Jérusalem et Constantinople, di tono comico.

#### Il ciclo dei Narbonesi o di Guglielmo
La gesta comprende ventiquattro componimenti che hanno per teatro il Sud della Francia.
Gli eroi principali della gesta sono il conte Aymeri di Narbona e soprattutto Guglielmo d'Orange, secondo dei suoi sette figli; ma i ventiquattro poemi del ciclo coprono sei generazioni. Guglielmo è l'unico eroe del ciclo a poter essere identificato con un personaggio storico, il conte Guglielmo di Tolosa, cugino di Carlo Magno, che combatté a lungo contro i Saraceni nel sud della Francia, si fece monaco a Gellona nell'806 e morì nell'812.
La gesta è attestata per la prima volta in una breve prosa latina, il Frammento dell'Aia, datato fra 980 e 1030 Questo rifacimento scolastico di un poema in esametri latini descrive l'esercito di Carlo alla difesa di una città, forse da identificarsi con Gerona, assediata dai saraceni. Fra gli uomini di Carlo compaiono molti figli di Aymeri, anche se non figura Guglielmo.
- Chanson de Guillaume: l'unico manoscritto che ce la conserva, scoperto nel 1901, ci restituisce una canzone di 3554 versi, dal valore artistico ritenuto «per nulla inferiore al Roland»[17]. Essa è nettamente bipartita; nella prima parte Vivien e Guglielmo (nipote-zio) combattono eroicamente i pagani, ma vengono sconfitti; nella seconda, la situazione è risolta dal gigante Rainouart, che proviene dalle cucine dell'armata, e fa strage dei pagani fino all'agnizione finale.
- Girart de Vienne
- Les Narbonnais
- Couronnement de Louis
- Charroi de Nimes, Prise d'Orange, Moniage Guillaume e Les Enfances Renier che narrano la biografia di Guillaume, con la monacazione finale.

#### Il ciclo dei “vassalli ribelli”
Più che un ciclo unitario, si tratta di un gruppo di canzoni conservate in redazioni degli ultimi anni del XII secolo. Questa gesta è caratterizzata dallo scarso spazio concesso alla lotta contro i Saraceni, che lascia il campo alla guerra civile fra la monarchia ed i vassalli. Le canzoni oppongono al vassallo, leale servitore, un re (Carlo Martello, Carlomagno, Louis) ingiusto e che non tiene fede ai patti. Il punto di vista dell'autore è sempre dalla parte del vassallo; l'ideologia che permea questa gesta si caratterizza per essere particolarmente cupa e pessimista.
Il rapporto di questo ciclo con la Storia è oggetto di discussione: mancano elementi per stabilire se le canzoni siano una reazione del mondo feudale al rafforzarsi della monarchia francese sotto Filippo Augusto (post 1180) o se riflettano piuttosto una precedente realtà di disordine e debolezza del potere centrale; 
- Gormont et Isembart, frammento di 661 versi, tra le canzoni più arcaiche per contenuto, stile e metro: come ricordato più sopra, è infatti l'unica canzone in ottonari. La datazione corrente la pone alla fine dell'XI secolo[18]
- Raoul de Cambrai: l'ingiustizia fatta a Raoul da parte del sovrano Louis (come al solito, la mancata assegnazione di un feudo), innesca una serie di conflitti di una violenza che non ha pari in tutta la chanson de geste. Si rompono perfino gli affetti familiari (la madre maledice il figlio).
- Girart de Roussillon, in provenzale, su cui si veda più oltre;
- Renaut de Montauban o Quatre fils Aymon;
- Chevalerie Ogier, l'unica in cui tra re e vassallo avviene una riappacificazione;
- le cinque canzoni della gesta dei Lorenesi (Hervis de Mes, Garin le Loheren, Gerbert de Mez, Anseis de Mes e Yon), che narrano la lotta per quattro generazioni tra Lorenesi e Bordolesi, una vera e propria faida tra famiglie.

#### Ciclo della crociata
Solamente la prima e la terza crociata sono stati ambientazioni di canzoni di gesta, l'una per il suo esito vittorioso, l'altra per la caduta di Gerusalemme e la riscossa musulmana, a cui fece seguito, a partire dal XIV secolo, l'avanzata turca. 
Sono, secondo l'ordine ciclico, innanzitutto:
- Naissance du Chevalier au Cygne,
- Chevalier au Cygne,
- Fin d'Elias,
- Enfances Godefroi,
- Retour de Cornumaran

che trattano, su basi leggendarie e favolose, la storia di Goffredo di Buglione a partire dalla sua infanzia.
Le canzoni sulla prima crociata sono comunque le più importanti e composte per prime:
- Chanson d'Antioche,
- Les Chétifs,
- Chanson de Jérusalem, che narrano episodi della prima crociata, sia reali che tutto inventati.

A cui seguono le Continuations de la Chanson de Jérusalem: Chrétienté Corbaran, Prise d'Acre, Mort Godefroi, Chanson des Res Baudouin.
Infine vi è il secondo ciclo di crociata: Chevalier au Cygne et Godefroid de Bouillon, Baudouin de Sebourc, Batard de Bouillon. Una quarta chanson su Saladino è andata perduta.
Rispetto alle altre chansons, le canzoni di crociata si caratterizzano per un più massiccio intervento divino e miracoloso. L'etica feudale ha un ruolo minore, anche perché sono spesso sulla scena, in modo inedito per il genere, gli strati umili della società.

#### Canzoni tardive e influenza del romanzo
A partire dal XIII secolo, la mutata atmosfera letteraria porta a nuovi sviluppi nella canzone di gesta:
- in primo luogo, l'utilizzo strutturale del fantastico e del meraviglioso, con la sempre maggiore presenza di elementi folklorici;
- su influenza del genere romanzesco, un inedito spazio dato alle situazioni amorose, in particolare con il tema dell'amore tra il cavaliere cristiano e la principessa saracena;
- maggior risalto dato al contenuto didattico del testo, con l'inserimento di sentenze e proverbi;
- il personaggio si arricchisce di caratteristiche fino ad allora aliene al genere, come tratti non cavallereschi (ad es., Baudoin de Sebourc è un grande seduttore).

Questo interferire di tratti epici e romanzeschi è ben rappresentato dal Roman d'Alexandre, che, a differenza degli altri romanzi considerati “d'argomento classico”, è formalmente una canzone di gesta. In essa l'eroe, affiancato da dodici eletti, sempre vincitore sul campo ed ucciso solo grazie ad un tradimento, presenta alcuni tratti comuni con Rolando.
Altre canzoni tardive: 
- Floovant
- Aiol
- Anseïs de Carthage
- Tristan de Nanteuil

## La canzone di gesta fuori dal territorio della lingua d'oïl
L'importanza centrale della letteratura oitanica ha fatto sì che anche la canzone di gesta, come il romanzo cavalleresco, incontrassero un'ampia diffusione in altre zone del dominio linguistico romanzo. A fianco di traduzioni e rifacimenti, si svilupparono anche creazioni originali nelle lingue locali, che risentirono dei mutati contesti linguistici, sociali e culturali.

### L'epica in Provenza
Gli studi di Paul Meyer hanno definitivamente fatto piazza pulita dell'ipotesi, avanzata da Fauriel, che dietro il ristretto numero di testi epici provenzali si celasse una tradizione epica in lingua d'oc precedente alla stagione dei trovatori, e di cui la successiva fioritura in lingua oitanica sarebbe stata una filiazione.
I testi in nostro possesso si possono dividere in quattro gruppi:
1. Due testi con caratteristiche comuni anche al genere agiografico: la S. Fede di Agen e il Boecis, frammento di 257 versi per forma e tematica parte del genere epico, composto nello stesso metro del Roland, ossia in decasillabi riuniti in lasse assonanzate.
2. Testi di argomento rolandiano: testi come il Ronsasvals ed il Rolant a Saragossa, tràditi in un codice piuttosto corrotto della fine del Trecento, sono rimaneggiamenti tardi di precedenti redazioni. Di modesto livello letterario, essi interessano soprattutto perché ci trasmettono alcuni caratteri del mito di Carlomagno di possibile origine precedente al resto della tradizione[21].
3. Canzoni di gesta di argomento vario (non rolandiano), tra cui ricordiamo il Girart de Rossilhó, canzone di gesta dall'elevato valore artistico, nonché, accanto al Raoul de Cambrai, «una delle opere più rappresentative del Medioevo feudale»[22].
  - Di minore interesse altri testi, come Daurel et Beton, Aigar et Maurin e il Roman de Tersin ou de la Prise d'Arles.
4. Canzoni di gesta su temi di storia contemporanea. Narrano avvenimenti molto vicini nel tempo, tanto da apparentarsi quasi con il genere cronachistico[21]. Tra queste, sia per la rilevanza storica dell'avvenimento, sia per il ruolo acquisito negli studi, spicca la Canzone della crociata contro gli Albigesi. Più antico il frammento, di circa 700 versi, che tratta della prima crociata, conosciuta come Cansó de Antiochia. Un terzo testo è la Canzone della guerra di Navarra.

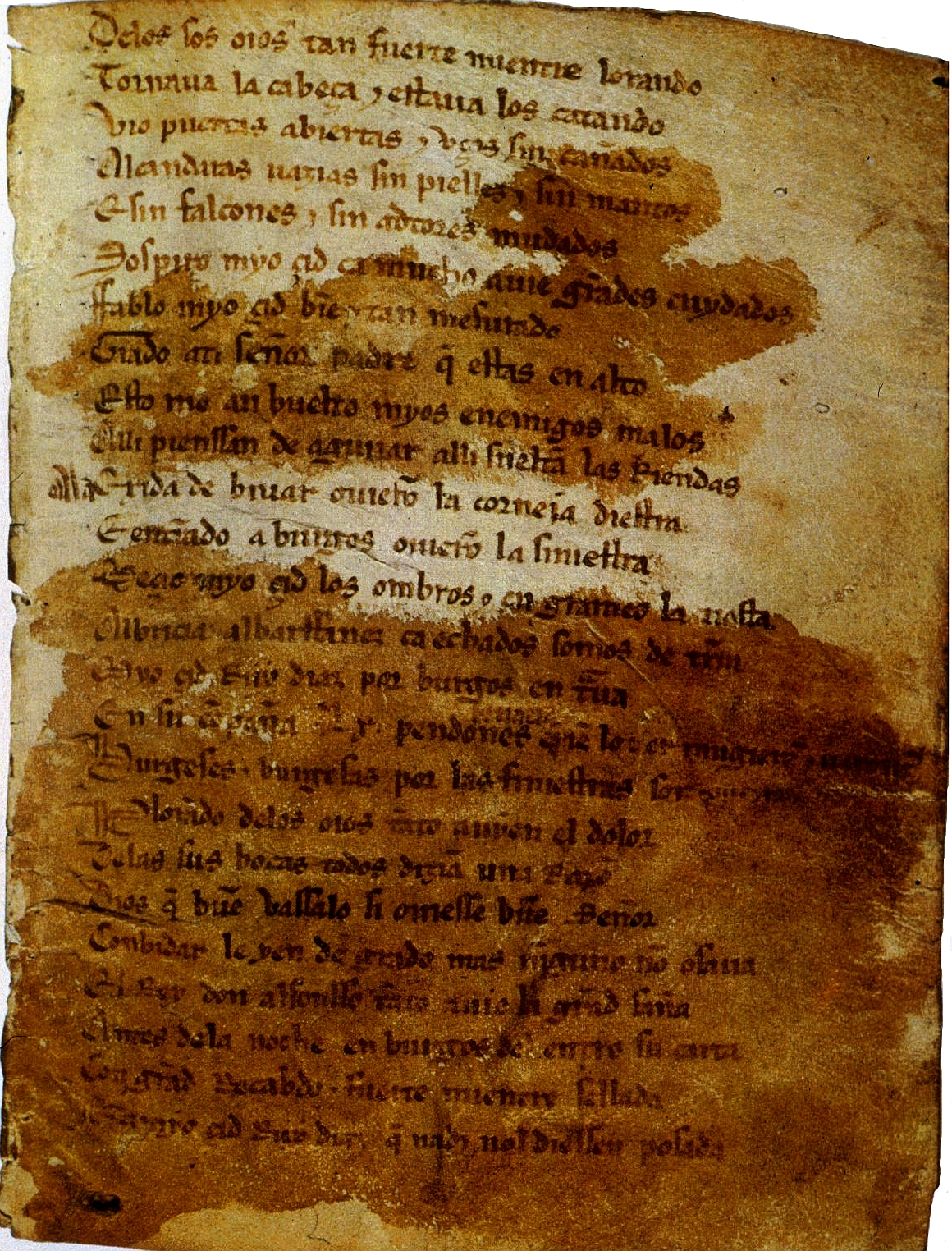
Prima pagina del Cantar de Mio Cid, XIII secolo

### L'epica in Spagna
Eccettuate alcune tracce di composizioni epiche, perdute, composte in Catalogna in provenzale (a lungo lingua di cultura della regione), fu in Castiglia che l'epica trovò maggior fioritura, arrivando assai presto dal nord della Francia e trovando sviluppi originali.
Intorno all'epica castigliana si sviluppò tuttavia una prospettiva critica che tendeva ad amplificarne la portata, l'importanza, il numero di testi e l'originalità, giungendo a considerarla uno sviluppo parallelo e più ricco di caratteri originali rispetto agli esiti francesi.
Se già nel medioevo la definizione cantar significava una composizione poetica avente opzionalmente un accompagnamento musicale, per cantar de gesta si intese il poema eroico popolare, per lo più anonimo.
Contrariamente a quanto accaduto in Francia, la poesia eroica spagnola spesso non si è conservata, a causa della sua tipologia di lettura, non certo privata, bensì recitata tramite giullari che il più delle volte la imparavano a memoria. Solamente grazie alla natura storica delle cantar de gesta, i cantari vennero ripresi spesso dai cronisti per essere inseriti nelle pagine di cronaca, sin dal XII secolo, a partire dalla Cronaca del monaco di Silos del 1115 fino alla più celebre Crónica general de España, composta per volere del re Alfonso X il Dotto.
Dal punto di vista quantitativo, i testi conservati che presentano tematicamente e formalmente caratteristiche epiche sono solamente due quasi completi:
- il Cantar de Mio Cid, di poco anteriore al 1200 e nel quale venne narrato il trionfo della nobiltà;
- le Mocedades de Rodrigo ("Le imprese giovanili di Rodrigo"), composto attorno al 1360 e quindi uno dei più recenti testo epici conservati. Il poema è stato scoperto nel 1846 a Vienna e descrive le avventure giovanili del Cid e i suoi scontri con il re di Francia, di Allemagna ed il Papa;
- Il Cantar de Roncesvalles, che immortala la disperazione di Carlo Magno di fronte al cadavere di Rolando. Di questa opera, scoperta nel 1916 è sopravvissuto un frammento di un centinaio di versi di metrica irregolare.

Le caratteristiche peculiari del cantares de gesta furono:
- Versi irregolari, diversamente dal modello francese, prevalentemente composti da 14 e 16 sillabe;
- Primarietà del realismo e della storicità rispetto alle leggende, contrariamente al modello francese;
- Uso di espressioni che attirano l'attenzione del pubblico;
- Abbondante verbosità;
- Limitazioni del dialogo diretto;
- Uso di esaurienti descrizioni;
- Uso di nomi epici che identificano i protagonisti.

Tracce di altri componimenti si possono trovare nel substrato di molte cronache, spesso prosificazione di originali epici e leggende eroiche, come anche si può immaginare che sottostiano ad alcuni romances, genere successivo e collegato alle cronache in prosa. Tuttavia l'opera di recupero dei poemi riutilizzati e rifusi nella prosa è ovviamente impossibile; in ogni caso, il corpus che risulta è numericamente molto lontano da quello oitanico.

### L'epica in Italia settentrionale
La fase di massima fortuna della letteratura francese in Italia si può collocare all'indomani della crociata anti-albigese: gli scampati alla strage trovarono terreno fertile nella vita delle corti padane nella prima metà del Duecento (marchesi di Monferrato e di Lunigiana; Treviso; gli Estensi).
Se l'onomastica e le arti figurative attestano la conoscenza della materia carolingia (e arturiana) fino alle zone più meridionali della penisola già nel XII e forse anche nell'XI secolo, una parte considerevole della tradizione manoscritta delle canzoni di gesta passa dall'Italia. Aliscans, Aspremont, Ogier le Danois, Renaud de Montauban, sono solo alcune delle canzoni la cui tradizione proviene almeno in parte dalle nostre regioni; i due importantissimi codici del Roland siglati V4 e V7 provengono dalla collezione dei Gonzaga di Mantova.
Proprio nell'Italia nordorientale si sviluppò la cosiddetta letteratura franco-veneta, caratterizzata da contenuti epici e da un'inedita veste linguistica: una mescolanza di francese e di dialetto veneto, dovuta al grande prestigio della lingua oitanica unito alla necessità di farsi comprendere dal pubblico locale. Essa produsse numerosi testi originali, il più importante dei quali è certamente l'Entrée d'Espagne, di un ignoto autore padovano, collocabile nel decennio 1330-1340. Il poema, incompiuto, di cui ci è giunto un frammento parziale ma che consta di ben 16.000 versi, sviluppa su larga scala la preistoria della Chanson de Roland.
Precedente all'Entrée sono da ricordare una serie di poemetti (Chanson de Karleto, Chanson de Macaire, etc.) ciclicamente organizzati, che sembra mirare ad una ricostruzione della storia dei carolingi da Pipino e Berta a Carlo, Rolando etc., quale Andrea da Barberino disegnerà nei Reali di Francia. Il loro livello culturale è certo inferiore all'Entrée e la loro lingua è più semplice, priva di riferimenti colti e fortemente influenzata dal veneto.
Gli studi ad impostazione sociologica degli allievi di Koehler (in particolare il libro di Krauss Epica feudale e pubblico borghese) hanno messo in luce le peculiarità di questa produzione, secondo Krauss da imputarsi alla ben diversa situazione sociale italiana rispetto a quella francese. In Italia, infatti, il feudalesimo non si radicò né si diffuse quanto oltralpe e le realtà comunali crearono un pubblico “borghese”: il rapporto signore-vassallo, di conseguenza, perse il centro della scena; la figura del re vide fortemente indebolita la sua aura sacrale e religiosa; le vicende dei personaggi furono trattate con maggiore comicità e irriverenza.

## Il dibattito sulle origini
La questione delle origini, nonché delle modalità di composizione e di trasmissione delle canzoni di gesta, è stata oggetto di un vivace dibattito nel corso della prima metà del XX secolo. Nemmeno oggi la discussione è giunta a conclusioni definitive, anche se essa, dopo il contributo di Jean Rychner negli anni cinquanta, non ha visto apparire punti di vista sostanzialmente nuovi.
I principali problemi aperti sono due:
1. Spiegare il perché dell'intervallo, a volte plurisecolare, tra i fatti cantati ed il testo[28]. Infatti, le vicende ed i personaggi storici che menzionano le chansons, sempre in forma leggendaria, risalgono all'età carolingia (secc. VIII e IX), mentre i manoscritti in nostro possesso risalgono ad almeno duecento anni dopo. Una teoria possibile è che l'epica romanza provenga dall'epica precedente delle popolazioni germaniche stanziatesi in territori latini, poi gradualmente assimilate. Abbiamo infatti notizie di un'attività poetico-celebrativa delle popolazioni germaniche sin dalla Germania di Tacito. Abbiamo testimonianze indirette per i Franchi, i Burgundi e altri (l'opera più antica che ci è giunta è il Beowulf, testo anglo-sassone forse dell'inizio dell'VIII secolo); nonché un famoso passo problematico di Eginardo, che ci parla di una raccolta di canti, di lingua incerta e contenuto sconosciuto, commissionata da Carlomagno. Sicuramente però c'è uno iato tra i canti germanici ed i primi canti romanzi, dato che essi nascono in Spagna e in Francia accomunati tutti dalla stessa struttura formale, che non può risalire ai Germani[29].
2. La svolta negli studi avvenuta intorno al 1950 (vedi sotto) concentrò la discussione soprattutto intorno ad altro nodo, le modalità di composizione e trasmissione. L'alternativa si pone tra concepire la canzone di gesta in due diversi modi di rapporto tra autore ed opera. Il primo caso, quello di una poesia nata “allo scrittoio”, frutto di una cura architetturale e formale da parte di singoli autori, i testi si sarebbero trasmessi in una lunga serie di copie tramite amanuensi, volti a preservare il testo così come l'autore lo aveva concepito. Nella seconda prospettiva, la canzone di gesta è invece il risultato di una tradizione orale, fondata su schemi compositivi e artifici mnemotecnici. La messa per iscritto apparterrebbe ad una fase successiva, non si sa quanto lontana.

### Principali orientamenti critici
L'interesse degli studiosi per la canzone di gesta si risvegliò nel corso dell'Ottocento. Conobbe, nel corso di un secolo e mezzo, un dibattito particolarmente ricco, che si può dividere in varie scuole.

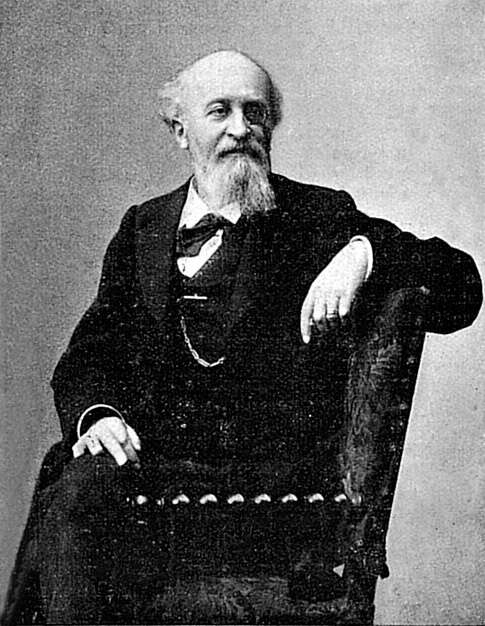
Gaston Paris (1839-1903)

#### Filone tradizionalista
Gaston Paris, nella prima metà dell'Ottocento, era convinto che i primi canti fossero nati subito dopo gli avvenimenti, dunque nell'VIII e IX secolo, e che si fossero poi ampliati nel tempo. Le sue ricerche sono raccolte nel saggio Histoire poétique de Charlemagne, uscito nel 1865 a cura del suo allievo Paul Meyer.
Pio Rajna, nelle Origini dell'epopea francese (1884), pose l'accento sul fatto che le cronache del periodo merovingio presentavano temi narrativi comuni anche all'epica germanica: quei racconti “storici” sarebbero stati in realtà travestimenti di epopee. Le canzoni di gesta, dunque, erano frutto di una “tradizione” (scritta) ininterrotta da collegarsi direttamente con l'antica epopea germanica, dalla quale discendevano attraverso mediazioni delle epoche successive; una di queste, appunto, erano le cronache merovinge.

#### Filone individualista
Joseph Bédier, allievo di Paris, cresciuto in un clima ormai venato di nazionalismo filofrancese e antitedesco, espresse invece una teoria del tutto differente, e destinata ad avere grande fortuna, nell'opera capitale Les légendes épiques (quattro volumi, 1908-1913). In opposizione alla visione “tradizionalista” del suo maestro, Bédier ammise che alla base delle canzoni di gesta ci fossero avvenimenti del periodo carolingio, ma negò che esse fossero nate contemporaneamente ai fatti storici. La loro genesi si situerebbe invece intorno al 1100, quando nei santuari situati lungo le vie di pellegrinaggio monaci colti avrebbero trasmesso oralmente ai giullari illetterati le gesta degli eroi. I giullari poi ne avrebbero tratto la materia con cui intrattenere i pellegrini.
In molti casi, era possibile ricostruire dagli accenni interni al poema il santuario intorno a cui si sarebbero sviluppate le leggende. Così l'origine della Canzone di Rolando si poteva situare intorno a Roncisvalle, sulla strada per Santiago di Compostela; il ciclo di Guglielmo intorno al monastero di Gellona, e così via.
Nel caso del Roland, Bédier aggiunse che il poema, così come ci è pervenuto, è sicuramente frutto dell'ingegno di un singolo autore, che ha messo per iscritto una leggenda frutto di una creazione collettiva: di qui il nome di “individualismo” che designa la teoria di Bédier e degli studiosi che attribuiscono le varie canzoni di gesta a singoli autori.
La teoria delle strade di pellegrinaggio incontrò ben presto molti oppositori (tra i primi, Ferdinand Lot). L'obiezione principale sta nel fatto che nulla impedisce di rovesciare il processo descritto da Bédier: i riferimenti ai santuari e ai pellegrinaggi contenuti nelle canzoni potrebbero essere stati introdotti successivamente, dopo la “clericalizzazione” dell'epica. Al di là della genesi storica dei componimenti, il principio “individualista” (l'attribuzione dei singoli testi a singoli autori) è tuttora il più comunemente diffuso, essendo probabilmente il più consono alle attuali teorie estetiche, che privilegiano la creazione individuale dell'artista.

#### Oralisti
Ramón Menéndez Pidal (1869-1968), figura centrale della cultura ispanica tra i due secoli, mise in discussione la filiazione dell'epica spagnola dalle chansons de geste occitaniche e riprese le posizioni del Rajna, sostenendo la comune origine germanica delle epopee francese e spagnola e il loro sviluppo in parallelo sin da tempi remoti. La sua corrente, cosiddetta “neotradizionalista”, preparò il campo a un testo di fondamentale importanza, tuttora alla base di molte discussioni: La chanson de geste. Essai sur l'art épique des jongleurs (1955) dello svizzero Jean Rychner.
Punto di partenza dello studioso furono le ricerche di due grecisti americani tra gli anni trenta e cinquanta del XX secolo, Milman Parry e Albert Lord, che verificarono le loro ipotesi sulla poesia omerica confrontandole “sul campo” con l'arte ancora viva dei cantori epici serbi. Basandosi sui dati da loro raccolti, Rychner centrò la propria analisi sulla figura del jongleur e analizzò nove canzoni di gesta dimostrando come molte delle loro caratteristiche si spiegassero alla luce delle modalità di composizione e di espressione proprie della poesia orale. Una poesia destinata alla recitazione, accompagnata dal canto, basata sull'improvvisazione e sull'impiego di formule fisse.
Nelle chansons de geste sarebbe dunque possibile ritrovare un repertorio di temi, motivi e formule attraverso i quali il giullare era in grado di ricreare improvvisando.

Gli studiosi, oggi, sono per gran parte nettamente divisi fra “oralisti” e “anti-oralisti”. Nodo della questione è che, se «sull'oralità dell'esecuzione nessuno ha mai avuto dubbi [...] gli studiosi di orientamento individualista hanno recisamente negato che fossero orali la composizione e la trasmissione.»